# يوهانس فان دير كيمب
يوهانس فان دير كيمب هو طبيب هولندي، ولد في 17 مايو 1747 في روتردام في هولندا، وتوفي في 15 ديسمبر 1811 في كيب تاون في جنوب أفريقيا.